# Йосип Змій-Мікловшик
Йосип Змій-Мікловшик (20 лютого 1792 с. Словінки, Австро-Угорщина (зараз Східна Словаччина) - 1 грудня 1841 Пряшів) - український художник, іконописець, портретист. Один з основоположників професійного образотворчого мистецтва Закарпаття.

## Діяльність
Народився в бідній селянській родині. Навчався в школі при монастирі Красний Брід неподалік Меджилаборець в Словаччині. Очевидно, там вперше познайомився з мистецтвом живопису у ченців-іконописців, які зазвичай проживали в монастирях. Маючи хороший голос і схильність до наук, він в Краснобродський школі вивчився на дяка. У 1814 році отримав місце церковного співочого при греко-католицької церкви св. Варвари у Відні (Барбареум). Робота там давала йому деяку матеріальну незалежність. У тому ж році вступив в клас живопису до Віденської Академії об'єднаних образотворчих мистецтв. 
Йосип Змій - один з перших відомих живописців історичного Закарпаття, які навчалися в Віденської академії образотворчих мистецтв. Вже у Відні отримав визнання як хороший портретист. У 1823 р єпископ Григорій Таркович призначив його єпархіальним художником. Він став першим єпархіальним художником новоствореної Пряшевської єпархії. Пізніше Йосип Змій-Мікловшик здійснив поїздку до Італії, де прожив два роки. Перебування там, безсумнівно, позначилося на його творчості. Після повернення в Пряшів Йосип працює художником, часто пише портрети. Серед них портрети засновника єпархіальної бібліотеки Івана Ковача, Андрія Хіри і ін. Восени 1841 року художник захворів на тиф і помер 1 грудня цього ж року. Похований на Пряшевському кладовищі.

## Творчість
Основоположник світського живопису на Закарпатті, Йосип Змій-Мікловшик створював не тільки іконостаси, фрески і вівтарні образи, а й портрети, пейзажі, жанрові сценки з життя закарпатців, які несуть яскраво виражений етнографічний характер. Художник працював на території Угорщини, його пензлю належать церковні розписи в багатьох містах. Після повернення з Відня художник створив багато композицій на релігійну та побутову тематику.
Ним написані живописні композиції з народного життя: 
- «Зємплінскі весілля»,
- «На вечорницях»,
- «Процесія на освячення води на Богоявлення»,
- «Вибір нареченої в Червоному Броді»,
- «Хто буде моїм чоловіком?» та ін.

Проілюстрував книгу «Etnografia Ruthenium» ( «Етнографія русинів») словацького етнографа Яна Чапловича. Серед робіт на релігійну тематику картини 1830 року, виконані для іконостасу в абауйновградского храму, в 1831 р ікони в с. Шайосегед. У наступному році художник працював в селах Здоб і Ряшів, а в 1834 р в Собопіі і Фіяші. У Великому Сулині працював в 1835 р, в тому ж році працював над композиціями до бічній каплиці св. Хреста і св. Петра і Павла в прешівська кафедральному соборі. У 1836 р художник виконував живописні роботи для церкви в Пустагазі, а в 1837 р виконав картину св. Миколи, св. Варвари і Богородиці для церкви с. Варганево. У 1838 р провів поновлення образів для храму в Словенської Нової Весі.